# 쑨진위안
쑨진위안(孫金媛, 손금원, 아명(兒名)은 쑨옌(孫娫, 손연), 1898년 3월 31일 ~ 1913년 3월 25일)은 청나라 태생의 중화민국 여성으로 쑨원(孫文) 前 중화민국 대통령의 장녀(長女)이며 쑨커(孫科) 前 중화민국 타이완 고시원 원장의 누이동생이고 쑨진완(孫金婉) 여사의 언니이며 쑨메이(孫眉) 前 중화민국 광둥성 광저우 광둥 도독의 조카딸이다.

## 생애
1912년 미국 캘리포니아 주립대학교 버클리 교 지구과학과에 유학하였으나 폐결핵에 걸려 그 해 여름에 중퇴하고 귀국하여 마카오에서 요양하다가 이듬해 1913년 3월 25일에 향년 15세로 요절하였다.